# 5.ª División de Ejército (Argentina)
La 5.ª División de Ejército (D5) fue una división del Ejército Argentino creada en 1917, con asiento en Tucumán y con dependencia del Segundo Ejército. Una división llamada más tarde 5.ª División de Infantería, cambiada a Salta y finalmente disuelta en 1964.

## Historia
Por resolución superior de 1917, se constituyeron cinco divisiones de ejército. La 5.ª División con asiento en Tucumán y formada por los R17, R18 y R19 y los elementos de apoyo. Después se efectuó su cambio de asiento decidido en 1931 a las instalaciones de la ciudad de Salta. En 1938 con la nueva organización resuelta ese año fue creado el Segundo Ejército, formado por la 4.ª División, 5.ª División y 6.ª División, el Destacamento "Cuyo" y el Destacamento "Norte".
En 1960 quedó encuadrada en el IV Cuerpo de Ejército con asiento en Salta. Con la reorganización de la fuerza terrestre aprobada en 1964 quedaron disueltas las divisiones, incluyendo la 5.ª División. Sus instalaciones se hallaron ocupadas por la V Brigada de Infantería.

## Organización (1943)
- Comando de División de Ejército 5, Tucumán
  - Regimiento de Infantería 17, Catamarca
  - Regimiento de Infantería 18, Santiago del Estero
  - Regimiento de Infantería 19, Tucumán
  - Regimiento de Artillería 5, Salta
- Destacamento de Montaña "Norte", Jujuy
  - Regimiento de Infantería 20, Jujuy
  - Regimiento de Caballería 5, Salta
  - 2.º Grupo de Artillería de Montaña, Jujuy

## Asientos
- Tucumán  (1917-1932)
- Salta  (1932-1964)